# Уоллес и Громит: Самая дикая месть
«Уоллес и Громит: Самая дикая месть» (англ. Wallace & Gromit: Vengeance Most Fowl) — британский полнометражный анимационный фильм 2024 года производства студии Aardman Animations. Режиссёрами мультфильма выступили Ник Парк и Мерлин Кроссингем. До этого были сняты четыре короткометражные ленты и одна полнометражная.
Премьера фильма состоялась 25 декабря на телеканале BBC One и сервисе BBC iPlayer в Великобритании. 3 января 2025 года вышел на Netflix в международном прокате.

## Сюжет
Беспокойство Громита о том, что Уоллес становится слишком зависимым от его изобретений, оправдывается, когда Уоллес изобретает «умного гнома», который, кажется, обретает собственный злой ум. Когда выясняется, что всем заправляет мстительная фигура из прошлого, Громиту предстоит сразиться со зловещими силами и спасти своего хозяина… или Уоллес больше никогда не сможет изобретать!

## В ролях
- Бен Уайтхед — Уоллес, эксцентричный изобретатель из Северной Англии. Первое полноценное исполнение Уайтхедом этой роли после смерти Питера Саллиса в 2017 году.
- Питер Кэй — старший инспектор Альберт Макинтош, бывший констебль, получившего повышение до старшего инспектора. Кэй повторил свою роль из фильма «Уоллес и Громит: Проклятие кролика-оборотня»[3].
- Лорен Патель
- Рис Ширсмит

Также появляются, в ролях без реплик: Громит, храбрый и умный бигль и лучший друг Уоллеса, и Фезерс Макгроу, пингвин и главарь преступной группировки.
Кроме того, в эпизодических ролях появятся Диана Морган, Аджоа Андох и Ленни Генри.

## Производство
Во время производства фильма «Невероятные приключения Уоллеса и Громита: Дело о хлебе и смерти» Ник Парк публично рассказал о трудностях в работе с DreamWorks Animation во время производства фильма «Уоллес и Громит: Проклятие кролика-оборотня», таких как постоянные производственные замечания и требования изменить материал, чтобы он больше нравился американским детям. Это отбило у него желание снимать ещё один полнометражный фильм в течение многих лет, а Питер Лорд отметил, что Парк предпочитает «получасовой формат».
В январе 2022 года стало известно о начале работы над новым фильмом «Уоллес и Громит», режиссёрами которого стали Парк и Мерлин Кроссингем по сценарию Марка Бертона.
В марте 2023 года закрылась фабрика по производству глины Льюиса Ньюпласта, используемой компанией Aardman для лепки; Aardman закупила достаточно оставшейся глины для нового фильма. Daily Telegraph первоначально сообщила, что студия не сможет выпускать новые фильмы после этого из-за нехватки глины, но позднее Aardman выпустила заявление, в котором уточнила, что найдёт нового поставщика.
Название фильма Vengeance Most Fowl было подтверждено 6 июня 2024 года, также стало известно, что в фильме вновь появится Фезерс Макгроу, антагонист фильма «Невероятные приключения Уоллеса и Громита: Неправильные штаны».
Премьера фильма состоялась 25 декабря 2024 года на телеканале BBC One и сервисе BBC iPlayer в Великобритании и 3 января 2025 года на Netflix за рубежом.

## Критика
Максимально высокая оценка критиков — 100 % рейтинга на сайте Rotten Tomatoes с учётом 104 обзоров.